# Commercy (zámek)
Zámek Commercy je významná barokní stavba v stejnojmenné obci v departementu Meuse, region Lotrinsko.
Zámek vybudoval princ Karel Jindřich Lotrinský z Vaudémontu ze středověkého hradu. Původně patřil do hrabství Saarbrücken, začátkem 18. století přešel definitivně do vlastnictví vévodů z Lotrinska. Jeho fasáda připomíná zámek Lunéville.